# Den atlantiske orkansæson 2005
Den atlantiske orkansæson 2005 begyndte officielt 1. juni 2005 og sluttede officielt 30. november 2005; men to storme overskred disse grænser med Orkanen Epsilon, der først opløstes den 8. december, og den Tropiske Storm Zeta, der stadig var aktiv ved årets afslutning. De officielle datoer afgrænser traditionelt den periode, hvor flest tropiske cykloner forventes at dannes i Atlanterhavet, selv om alle tropiske lavtryk, der dannes i løbet af december, stadig tælles som en del af 2005-sæsonen.
Meteorologerne forudsagde oprindelig en lidt over normal orkansæson i 2005. Men 2005-sæsonen blev uventet den mest aktive sæson, man har kendskab til, med ændringer i rekordbøgerne gentagne gange. Hele 26 tropiske storme dannedes, hvoraf 14 blev orkaner. Begge dele er rekord. De syv forstærkedes til større orkaner, én mindre end 1950-sæsonens rekord. Det er den første orkansæson, i Atlanterhavet eller Stillehavet, hvor listen over navne blev udtømt, så man måtte overgå til græske bogstaver for navngivning.
2005-sæsonen havde, som 2004-sæsonen, en del storme, der medførte omfattende død og ødelæggelse. Alligevel overgik 2005-sæsonen sin forgænger i stort set alle tilfælde. I løbet af året var orkaner ansvarlige for over 100 milliarder dollars i ødelæggelser (mest fra Orkanen Katrina) og over 1.700 omkomne (også mest fra Orkanen Katrina). [NB: Den følgende sætning er næsten ikke til at forstå! Bør omformuleres] Mere end tusind omkomne, ikke inkluderet i dødslisten, var også forårsaget af et vejrsystem, der involverede Orkanen Stan.

## Resumé af sæsonen
| Systemer            | Gennemsnit | Rekord | 2005 |
| ------------------- | ---------- | ------ | ---- |
| Navngivne storme    | 10         | 21     | 27   |
| Orkaner             | 6          | 12     | 14   |
| Kategori 3+ Orkaner | 2          | 8      | 7    |
| Kategori 5 Orkaner  | 0.3        | 2      | 4    |

Sæsonen begyndte meget hurtigt, med syv tropiske storme og to større orkaner, dannet før august. Der blev sat flere rekorder, både hvad angår antal og styrken af stormene. Sæsonen endte med at slå 16 rekorder for tidligst dannede storme; dvs. at sæsonens femte storm blev dannet væsentligt tidligere end alle andre sæsoners femte storm. Tendensen fortsatte, og flere storme opstod i oktober end i de andre måneder i løbet af året, på trods af at orkansæsonen traditionelt topper i september. I alt bød 2005 på 26 navngivne storme, hvilket overskrider mange rekorder for orkandannelse i Atlanterhavet. Tilmed var der to tropiske lavtryk og et subtropisk lavtryk.
Tre af de mest intense orkaner nogensinde dannedes, med Orkanen Wilmas laveste lufttryk på 882 mb som det mest intense, hvilket overgik Orkanen Gilberts 17 år gamle rekord. Det er den første sæson i historisk tid med tre kategori 5 storme på Saffir-Simpson Orkan-skalaen; tilmed indikerer nogle rapporter fra Orkanen Emily, at den kort har været en kategori 5 storm.
Stormene i 2005 var ekstraordinært ødelæggende. I juli forårsagede orkanerne Dennis og Emily stor ødelæggelse i Cuba, Florida og Mexico, selv om stærke orkaner normalt ikke dannes så tidligt på sæsonen. Sent i august forårsagede Orkanen Katrina ødelæggelser i Sydflorida, inden den bevægede sig ind i den Mexicanske Golf og forårsagede katastrofale ødelæggelser iAlabama, Mississippi og Louisiana, specielt i byen New Orleans. Det var den mest omkostningsfulde orkan i Amerikas historie, foran 1992-orkanen Andrew. Efter Katrina fulgte Rita, der ramte tæt på det samme område. Igen blev New Orleans oversvømmet, og orkanen medførte flere ødelæggelser i Louisiana og Texas. Senere mødtes resterne af den Tropiske Storm Tammy og det Subtropiske Lavtryk Toogtyve over det nordøstlige USA og forårsagede store oversvømmelser.
Stormene i denne sæson var ansvarlige for et markant tab af liv, mest fra Orkanen Katrina, der dræbte flere folk i USA end alle andre orkaner siden 1928.
Flere af de storme, der dannedes i løbet af 2005, udviste en mærkværdig opførsel og udfordrede meteorologernes evne til at lave korrekte forudsigelser. Orkanen Vince er den tropiske cyklon, som er dannet nordligst og længst mod øst. Vince opnåede uventet orkanstyrke over vand, man ellers skulle forvente ville være for koldt til at opretholde en orkan. Det var også den første orkan, der kendes til, der ramte det europæiske fastland. Orkanen Wilma blev en af de orkaner, der hurtigst intensiveredes, og forstærkedes senere på trods af stor vindgradient. Orkanen Epsilon dannedes over koldt vand og snød meteorologerne, da den blev den længst varende decemberorkan, man indtil nu har registreret, også på trods af stor vindgradient.
Den store aktivitet i sæsonen 2005 havde vidtrækkende økonomiske konsekvenser. Fx medførte storme spektakulære prisstigninger på råolie, pga. den lave globale kapacitet for yderligere petroleumsproduktion, og sårbarheden for både olieudvinding og raffineringskapacitet i den Mexicanske Golf. Ødelæggelsen af raffinaderier i USA fik benzin til at stige til rekordpriser, justeret for inflation, kun overgået af inflationsstigninger i 1918-1920 og 1979-1982. I Danmark nåede benzinpriserne for første gang over både 10 og 11 kroner. Regeringerne i Europa og USA tappede strategiske benzin- og petroleumsreserver. Mangelsituationer opstod i dagene efter Katrina i områder, der i voldsom grad er afhængige af den Mexicanske Golfs benzinraffinering. Selv uger efter orkanen forblev priserne høje, da der manglede produktion af over en million tønder om dagen. Orkanen Rita ødelage oliekilder i den vestlige ende af den Mexicanske Golf, der primært blev undersøgt, hvilket medførte bekymringer om, at produktionen ville halte i et stykke tid fremover.
Orkanen Katrina medførte også betydelige politiske konsekvenser: Præsident George W. Bush, Lousianas guvernør Kathleen Blanco og New Orleans' borgmester Ray Nagin blev alle kraftigt kritiseret for at have reageret ubeslutsomt og dovent. Den 14. december 2005 startede høringer i Kongressen for at undersøge, om disse beskyldninger havde noget på sig.

## Sæsonudsigter
Udsigter for orkanaktivitet foretages før hver sæson af orkanekspert Dr. William M. Gray og hans forskerhold på Colorado State University og af meteorologerne på den amerikanske ocean- og atmosfæreadminstration, NOAA.
Dr. Grays hold definerer det gennemsnitlige antal storme pr. sæson (1950 til 2000) som 9,6 tropiske storme, 5,9 orkaner og 2,3 orkaner, der når kategori-3-styrke eller mere. En normal sæson defineres af NOAA som 6-14 navngivne storme, hvoraf 4-8 når orkanstyrke, mens 1-3 når kategori-3-styrke eller mere.

### Forsæsonudsigter
Den 31. december 2004 foretog Dr. Grays hold sin første langtrækkende udsigt for 2005-sæsonen, forudsigende en lidt over normal sæson (11 navngivne storme, 6 orkaner, 3 kategori 3 eller mere). Tilmed forudsagde holdet en kraftigt forøget chance for, at en stor orkan ville ramme den amerikanske østkyst eller Florida-halvøen.
I opdateringen fra Dr. Grays hold den 1. april 2005 revideredes decemberudsigten til 13 navngivne storme, syv orkaner og tre kategori 3 eller større styrke. Chancen for, at en stor orkan ville ramme USA, blev også forøget en smule.
Den 16. maj 2005 udsendte NOAA sin udsigt for 2005-sæsonen, forudsigende 70 % chance for over-normal aktivitet, med 12–15 navngivne storme, 7–9 orkaner og 3–5 orkaner i kategori 3 eller mere. Værdien for den Akkumulerede Cyklonenergi (ACE) blev forudsagt til 120–190 % af medianen.
Den 31. maj 2005 reviderede Dr. Grays hold deres apriludsigt til 15 navngivne storme, 8 orkaner og 4 orkaner af kategori 3 styrke eller mere.

### Midtsæsonudsigter
Den 2. august 2005, efter ekstraordinær aktivitet i begyndelsen af sæsonen, udgav NOAA en opdateret udsigt for resten af 2005. Udsigten forudsagde fra 18 og til rekordtangerende 21 tropiske storme, 9 til 11 orkaner og 5 til 7 større orkaner. ACE-værdien blev nu forudsagt til mellem 180 og 270 % af medianen. Mens juni og juli var usædvanligt aktive, forventedes det, at sæsonaktiviteten ville toppe i august og september, som den gør i de fleste sæsoner. NOAA var mere en normalt sikre i deres udsigt for en over-normal aktivitet.
Den 5. august 2005, fulgte Dr. Grays hold trop og udsendte deres opdaterede udsigt. Den var i overensstemmelse med NOAAs opdatering, forudsigende 20 tropiske storme, 10 orkaner og seks større orkaner.  Selvom dette var det højeste aktivitetsniveau forudsagt af Dr. Gray nogensinde, var de stadigt bemærkelsesværdigt under det aktuelle aktivitetsniveau.

## Navne for storme 2005
| - Arlene - Bret - Cindy - Dennis - Emily - Franklin - Gert | - Harvey - Irene - Jose - Katrina - Lee - Maria - Nate | - Ophelia - Philippe - Rita - Stan - Tammy - Vince - Wilma | - Alpha - Beta - Gamma - Delta - Epsilon - Zeta |